# Lillo (futbolista)
Manuel Castellano Castro (Aspe, Alicante, 27 de marzo de 1989), conocido como Lillo, es un futbolista español que juega como defensa en el Águilas F. C. de la Segunda Federación.

## Trayectoria
Desde 2004 hasta 2010 jugó en la cantera del Valencia C. F. En la temporada 2008-09 fue cedido al Real Murcia donde con Javier Clemente jugó 13 partidos y luego con José Miguel Campos pasó a un segundo plano. Ese mismo año fue convocado con la selección de fútbol sub-21 de España en un partido que la enfrentó a selección de fútbol sub-21 de Portugal.
Debutó en la Primera División de España en Mestalla el 21 de marzo de 2010, en un encuentro contra la Unión Deportiva Almería correspondiente a la 27.ª jornada.
Ese mismo verano fichó por el Elche C. F. pero una mala situación por parte de su representante le llevó a tener que rescindir contrato por lo que quedaba libre con tan solo 21 años.
El 25 de agosto de 2010 fichó por la Unión Deportiva Almería para jugar en su filial.
El 5 de diciembre, en la jornada 14 de la Primera División, debutó con el primer equipo del Almería en un encuentro contra el Real Zaragoza en el que jugó los 90 minutos y el resultado fue de 1-1.
En la jornada siguiente jugó 25 minutos contra el Sevilla F. C. El resultado fue de 1-3 favorable al conjunto almeriense.
Fue convocado para el partido de ida de octavos de la Copa del Rey contra el R. C. D. Mallorca. Jugó los 90 minutos y el Almería ganó 4-3.
El 7 de julio de 2011 renovó por una temporada con el Almería. A pesar de tener ficha en el filial, sería convocado con asiduidad en el primer equipo.
En noviembre de 2012 se incorporó al Deportivo Alcoyano, libre de contrato desde la extinción de su contrato con la UD Almería "B" (18 partidos la anterior temporada). En el equipo alicantino se hizo un hueco en el equipo titular tanto en el lateral derecho como en la posición de defensa central. 
Su buena actuación el playoff de ascenso hizo que en agosto de 2013 fichara por la Sociedad Deportiva Eibar hasta junio de 2014. En el equipo dirigido por Garitano, el aspense se hizo con la titularidad en el lateral derecho disputando 29 partidos y siendo un jugador clave en el ascenso del conjunto armero.
Fichó por el Real Sporting de Gijón de cara a la temporada 2016-17 y, al término de la misma, rescindió su contrato con la entidad para fichar por el C. A. Osasuna.
En enero de 2020 rescindió su contrato con Osasuna y se marchó al Maccabi Haifa F. C. israelí. En el mes de mayo rescindió su contrato tras haber jugado solamente un partido desde su llegada y en septiembre firmó por dos años con el C. D. Numancia.
El 24 de agosto de 2021 regresó al C. D. Alcoyano. En esta segunda etapa en el club estuvo un par de temporadas en las que jugó 63 partidos antes de continuar su carrera en el San Fernando C. D. Con este equipo disputó 17 partidos y la campaña 2024-25 la inició sin equipo antes de unirse al Águilas F. C. a finales de 2024.

## Selección nacional
Ha sido internacional con la selección de fútbol de España en categoría sub-17, sub-19, sub-20 y sub-21, y ha jugado dos Eurocopas, una sub-17 y otra sub-19. Consiguió la medalla de oro en los Juegos Mediterráneos con España sub-20.

## Clubes
| Club                    | País   | Año       |
| ----------------------- | ------ | --------- |
| Valencia C. F. Mestalla | España | 2007-2008 |
| Real Murcia C. F.       | España | 2008-2009 |
| Valencia C. F. Mestalla | España | 2009-2010 |
| U. D. Almería "B"       | España | 2010-2012 |
| C. D. Alcoyano          | España | 2012-2013 |
| S. D. Eibar             | España | 2013-2016 |
| Real Sporting de Gijón  | España | 2016-2017 |
| C. A. Osasuna           | España | 2017-2020 |
| Maccabi Haifa F. C.     | Israel | 2020-2021 |
| C. D. Numancia          | España | 2020-2021 |
| C. D. Alcoyano          | España | 2021-2023 |
| San Fernando C. D.      | España | 2023-2024 |
| Águilas F. C.           | España | 2025-     |

## Palmarés

### Títulos internacionales
| Título               | Club                      | País             | Año  |
| -------------------- | ------------------------- | ---------------- | ---- |
| Juegos Mediterráneos | Selección española sub-20 | Pescara (Italia) | 2009 |